# Max Neuhaus (Kaufmann)

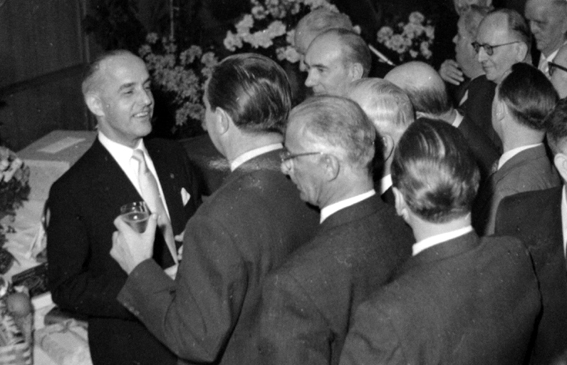
Direktor Max Neuhaus (links) bei dem Empfang von führenden Mitarbeitern der AEG und der Wirtschaft anlässlich seines 40-jährigen AEG-Firmenjubiläums im Jahre 1956.

Max Neuhaus (* 30. Oktober 1899 in Hamm; † 27. Oktober 1972 in Düsseldorf) war ein deutscher Kaufmann und Generalbevollmächtigter der AEG.

## Leben
Max Neuhaus entstammte einer bürgerlichen Familie in Düsseldorf. Er trat 1916 in die AEG in Berlin ein, wo er eine kaufmännische Lehre absolvierte. Im Jahre 1918 wurde er zum Kriegsdienst eingezogen, den er bei einer preußischen Feldflieger-Abteilung an der Westfront ableistete. Nach Kriegsende setzte er seine Tätigkeit bei der AEG in Berlin fort, wo er in der kaufmännischen Verwaltung rasch Karriere machte. Im Jahre 1938 wurde er zum Direktor der Finanzabteilung des Unternehmens ernannt, im Jahre 1942 bereits zum Generalbevollmächtigten. Mit der luftkriegsbedingten Auslagerung von Teilen der Hauptverwaltung der AEG während des Zweiten Weltkrieges zog Neuhaus mit Frau und 3 Kindern nach Radeberg bei Dresden, um ab 1946 wieder seinen Wohnsitz in Berlin zu nehmen. Seine Tätigkeit und leitende Funktion bei der AEG nahm Neuhaus unter dem damaligen Vorstandsvorsitzenden Hermann Bücher unmittelbar weiter wahr und konnte einen wichtigen Beitrag zum Wiederaufstieg des Unternehmens in der Nachkriegszeit leisten. Neben seinen Aufgaben für die AEG nahm Neuhaus zahlreiche Aufsichtsratsposten ein, so etwa bei der Berliner Handelsbank, der S.A. Hartung-Jachmann GmbH., Norddeutsche Kabelwerke AG., Typograph GmbH. und Kupfer-Walzwerk Berlin GmbH. Nach 50 Jahren in Diensten der AEG ging Neuhaus 1966 in den Ruhestand, übte jedoch einen Teil seiner Aufsichtsratsposten in anderen Unternehmen darüber hinaus weiter aus.
Max Neuhaus ist Vater des Malers und Grafikers Gert Neuhaus sowie Großvater des Historikers und Kunsthistorikers Patrick Neuhaus und des Architekten Daniel Neuhaus.

## Auszeichnungen
- Ehrenkreuz des Weltkrieges
- Bundesverdienstkreuz 1. Klasse
- Goldene Ehrennadel der AEG